# 奥埃圣母镇
奥埃圣母镇（法語：Notre-Dame-d'Oé，法語發音：[nɔtʁ dam dɔe] ⓘ）是法国安德尔-卢瓦尔省的一个市镇，位于该省中部，省会图尔市区东北，属于图尔区和图尔-卢瓦尔河谷都会区。

## 地理
奥埃圣母镇（47°27'28"N, 0°42'29"E）面积7.73 平方千米，位于法国中央-卢瓦尔河谷大区安德尔-卢瓦尔省，该省份为法国中西部省份，北起萨尔特省、东北接卢瓦-谢尔省，东南接安德尔省，南至维埃纳省，西临曼恩-卢瓦尔省。
与奥埃圣母镇接壤的市镇（或旧市镇、城区）包括：舒瓦西耶河畔尚索、梅特赖、帕尔赛-梅莱、图尔。
奥埃圣母镇的时区为UTC+01:00、UTC+02:00（夏令时）。

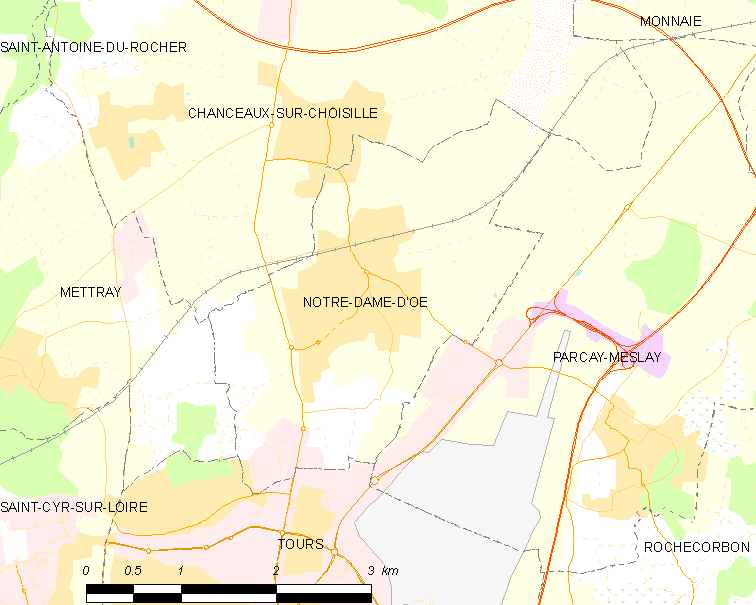
奥埃圣母镇的OSM定位图

## 行政
奥埃圣母镇的邮政编码为37390，INSEE市镇编码为37172。

## 政治
奥埃圣母镇所属的省级选区为武夫赖县。

## 交通
安德尔-卢瓦尔省省道D29线、D77线和D277线在奥埃圣母镇境内交汇。
图尔公交56路经过境内。

## 人口

1962-2008年间奥埃圣母镇人口变化图示

奥埃圣母镇于2022年1月1日时的人口数量为4358人。

## 友好城市
- 德国 巴尔莱本
- 西班牙 安纳